# Textures
Textures is een Nederlandse progressieve deathmetalband uit Etten-Leur bestaande uit zes muzikanten. De muziek die ze maken heeft zowel thrashmetal- als progressieve metal- en technische-metalinvloeden en heeft met name ritmisch gezien overeenkomsten met bands als Meshuggah.
De band is ontstaan in 1999, toen nog met Rom de Leeuw als zanger (later actief als stagemanager en als medeschrijver voor een aantal nummers voor de band). Daarna kwam Pieter Verpaalen als zanger, hij deed ook de vocalen op het debuutalbum Polars (2003). Voor dit album kreeg de band in 2004 een Essent Award voor meest belovende act. Hierna speelt Textures een aantal shows met bands als The Dillinger Escape Plan, Meshuggah, Morbid Angel, Machine Head en Cult of Luna. Daarnaast staat de band op Fury Fest (in Frankrijk) en Lowlands. De band kreeg in 2004 een nieuwe zanger, Eric Kalsbeek.
Het tweede album van Textures is uitgekomen op 17 april 2006 en heet Drawing Circles. De band heeft dit album zelf opgenomen en geproduceerd en het is uitgebracht door het platenlabel Listenable Records. Ter ondersteuning van dit album wordt er in 2006 en 2007 door heel Europa getoerd, met bands als Arch Enemy en All That Remains. Ook werd het Graspop-festival aangedaan. 
Op 24 april 2008 verscheen het derde album, Silhouettes. Ook dit album werd volledig door de band geproduceerd, inclusief het artwork.
Op 20 januari 2010 kondigde zanger Eric Kalsbeek aan de band te verlaten. Hij is per 25 maart 2010 vervangen door Daniël de Jongh. In 2013 verliet gitarist Jochem Jacobs de groep, om vervangen te worden door Joe Tal. 
Op 17 mei 2017 maakte de band bekend te gaan stoppen om persoonlijke redenen. Er is een afscheidstournee aangekondigd. In november 2017 speelde de band vijftien shows in negen landen in Europa. Textures speelde op 2 december 2017 de allerlaatste show in 013 te Tilburg.
Op 2 november 2023 kondigde de band hun terugkeer aan via meerdere kanalen. In de aankondiging werd vermeld dat Textures enkele zomerfestivals gaat spelen in 2024 en nieuwe muziek gaan maken.
Op 9 maart 2024 maakte Textures haar rentree op het Headbanger’s Parade festival in Eindhoven. Daarna zijn in de zomer van 2024 verschillende festivals aangedaan, waaronder Wacken Open Air, Hellfest en Graspop. In november 2024 staat een optreden gepland in Tokyo, Japan.
Op woensdag 31 juli 2024 is Pieter Verpaalen, vocalist op debuutalbum Polars, overleden na een ziekbed van enkele maanden. 

## Prijzen
- 2017 - Buma Rocks! Exportprijs

## Discografie

### Albums
| Album met eventuele hitnotering(en) in de Nederlandse Album Top 100 | Datum van verschijnen | Datum van binnenkomst | Hoogste positie | Aantal weken | Opmerkingen |
| ------------------------------------------------------------------- | --------------------- | --------------------- | --------------- | ------------ | ----------- |
| Polars                                                              | 2003                  | -                     |                 |              |             |
| Drawing circles                                                     | 16-10-2006            | -                     |                 |              |             |
| Silhouettes                                                         | 05-05-2008            | 10-05-2008            | 100             | 1            |             |
| Dualism                                                             | 23-09-2011            | 01-10-2011            | 78              | 1            |             |
| Phenotype                                                           | 05-02-2016            |                       |                 |              |             |